# Sun Zehao
Sun Zehao (chinesisch 孙泽浩, Pinyin Sūn Zéhào; * 13. Dezember 1995 in Harbin) ist ein chinesischer Eishockeytorwart, der seit 2024 bei den Beijing Lions in der IJ League unter Vertrag steht, für den Klub aber auch in der chinesischen Eishockeyliga zum Einsatz kommt.

## Karriere
Sun Zehao begann seine Karriere als Eishockeyspieler bei Beijing Ice Hockey, wo er in der chinesischen Eishockeyliga spielte. 2013 wechselte er zu China Dragon, dem damals einzigen chinesischen Profiteam, für das er in der Asia League Ice Hockey allerdings nur zu einem einzigen Einsatz kam. 2014 kehrte er in die chinesische Liga zurück und spielte dort drei Jahre beim Amateurteam aus Chengde. 2017 wechselte er in das System von Kunlun Red Star, wo er mit der zweiten Mannschaft zunächst in der Provinz Heilongjiang und ab 2018 in Peking in der russischen Wysschaja Hockey-Liga spielte. 2022/23 spielte er für den Red Star in der Kontinentalen Hockey-Liga. Seit 2024 steht er bei den Beijing Lions in der IJ League unter Vertrag, kommt aber auch in der chinesische Liga zum Einsatz.

### International
Im Juniorenbereich nahm Sun mit China an der U18-Weltmeisterschaft 2013, als er mit der besten Fangquote und dem geringsten Gegentorschnitt auch zum besten Torhüter des Turniers gewählt wurde, und an der U20-Weltmeisterschaft 2015, als er den drittbesten Gegentorschnitt nach seinem Landsmann Wang Han und dem Mexikaner Jaime Pérez erreichte, jeweils in der Division III teil. Außerdem spielte er mit der chinesischen Studentenauswahl bei der Winter-Universiade 2015 im spanischen Granada.
Sein Debüt in der Chinesischen Herren-Auswahl gab der Torwart bei der Weltmeisterschaft 2016 in der Division II. Auch 2017, als er die zweitbeste Fangquote und den zweitgeringsten Gegentorschnitt jeweils nach dem Neuseeländer Richard Parry erreichte, 2018, als er nach dem Niederländer Ian Meierdres und dem Australier Anthony Kimlin die drittbeste Fangquote des Turniers erreichte, und 2019, als er nach dem Kroaten Vilim Rosandić und Kimlin erneut mit der drittbesten Fangquote des Turniers glänzte, spielte er mit der Mannschaft aus dem Reich der Mitte in der Division II. Bei den Weltmeisterschaften 2023 und 2024 gehörte er zum chinesischen Kader in der Division I. Zudem vertrat er seine Farben bei den Winter-Asienspielen 2017 und 2025, bei der Eishockey-Asienmeisterschaft der Herren 2024 und der Qualifikation zu den Olympischen Winterspielen 2026 in Mailand.

## Erfolge und Auszeichnungen
- 2013 Aufstieg in die Division II, Gruppe B, bei der U18-Weltmeisterschaft der Division III, Gruppe A
- 2013 Bester Torhüter, beste Fangquote und geringster Gegentorschnitt bei der U18-Weltmeisterschaft der Division III, Gruppe A
- 2015 Aufstieg in die Division II, Gruppe B, bei der U-20-Weltmeisterschaft der Division III
- 2017 Aufstieg in die Division II, Gruppe A, bei der Weltmeisterschaft der Division II, Gruppe B